# Balta denticauda
Balta denticauda är en kackerlacksart som beskrevs av Morgan Hebard 1943. Balta denticauda ingår i släktet Balta och familjen småkackerlackor. Inga underarter finns listade.